# Francesco Tullio-Altan
Francesco Tullio-Altan (Treviso, Itàlia, 1942) és un llicenciat en arquitectura que ha dedicat la seva vida professional a l'escriptura i a la il·lustració. A més de llibres per a nens, escriu i dibuixa històries animades per a adults i és un important guionista italià.
Ha il·lustrat diverses obres de Gianni Rodari, entre les quals destaquen Jocs de fantasia, Contes per telèfon i Contes escrits a màquina.

## Obres
A Espanya ha publicat diverses obres sota el segell infantil i juvenil de Castellnou Edicions. Aquests són els títols de les obres que Francesco Tullio-Altan ha publicat en català en la col·lecció Primeres Pàgines de Castellnou Edicions:
Lletra lligada
- La Samanta fa una volta[Enllaç no actiu] 2009 ISBN 978-84-89625-02-0
- La Samanta agafa el tren Arxivat 2016-03-03 a Wayback Machine. 2009 ISBN 978-84-89625-09-9
- El Tinet va a l'escola Arxivat 2016-03-04 a Wayback Machine. 2009 ISBN 978-84-89625-04-4
- El Tinet va a veure l'avi Arxivat 2016-03-04 a Wayback Machine. 2009 ISBN 978-84-89625-15-0

Lletra de pal
- La Samanta fa una volta[Enllaç no actiu] 2009 ISBN 978-84-89625-22-8
- La Samanta agafa el tren Arxivat 2016-03-03 a Wayback Machine. 2009 ISBN 978-84-89625-50-1
- El Tinet va a l'escola Arxivat 2016-03-04 a Wayback Machine. 2009 ISBN 978-84-89625-24-2
- El Tinet va a veure l'avi Arxivat 2016-03-04 a Wayback Machine. 2009 ISBN 978-84-89625-56-3